# Ундершил
Ундершил (монг. Өндөршил) — сомон у Середньо-Гобійському аймаці Монголії. Територія 5,0 тис. км², населення 1,6 тис. чол. Центр — селище Бохот, розташований на відстані 190 км від міста Мандалговь та у 370 км від Улан-Батора.

## Рельєф
Невисокі гори Ундершил, Бухут, Теег (1500 м). Мало рік, але багато солених озер

## Клімат
Різкоконтинентальний клімат. Середня температура січня −16-19 градусів, липня +20+22 градуси, щорічна норма опадів 100–150 мм.

## Економіка
Є родивища кам'яного вугілля, міді, залізної руди, шпату, хімічної та будівельної сировини.

## Тваринний світ
Водяться корсаки, лисиці, вовки, дикі кішки-манули, зайці.

## Соціальна сфера
Школа, лікарня, сфера обслуговування, будинки відпочинку.